# Gamsspitzl (Radstädter Tauern)
Das Gamsspitzl (auch Gamskögerl) ist ein Berg in den Radstädter Tauern, südwestlich von Obertauern. Das Gamsspitzl erreicht eine Höhe von 2340 m ü. A. und ist ein nordöstlicher Vorgipfel der Zehnerkarspitze.
Durch seine Nähe zur Bergstation der Zehnerkarbahn im Skigebiet Obertauern wird der Gipfel auch im Winter gerne und oft besucht.